# サッカーチベット代表
サッカーチベット代表（サッカーチベットだいひょう、英: Tibet national football team）は、チベットサッカー協会（TNFA）によって構成される、チベットのサッカーのナショナルチームである。国際サッカー連盟（FIFA）およびアジアサッカー連盟（AFC）には未加盟。

## 概要
チベット亡命政府が所在するインドのダラムサラを中心としたチベット人の難民によるサッカーのナショナルチームである。ただし、国際サッカー連盟（FIFA）に加盟するサッカー協会は国家単位とすることを原則としており、国際的に「国家」と認められていないチベット亡命政府下のサッカー協会は、FIFA加盟が認められておらず、FIFA主催大会に参加する事は出来ない。また、チベット代表との試合も国際Aマッチとは認められない。

## 歴史

### 前史
20世紀初頭にギャンツェの貿易取引所で英国人とインド人の兵士がプレーを楽しんだのがチベットにおけるサッカーの始まりである。1913年、チベットに英国式の軍事教練制度が導入され、更に1920年代初頭には近代式警察制度が導入されるに連れ、その過程で英国人達が興じるサッカーを目の当たりにしたチベット人達も、次第にサッカーに親しむようになった。
チベット動乱により祖国を追われたチベット人の難民達は、インドなど周辺諸国へ逃れ、難民生活を営んでいる。新しい世代へはチベット人学校を設立し民族文化の継承に努めてきたが、近年ではチベットが国際社会に受け入れられるよう、サッカーをはじめとした近代スポーツも教えられるようになってきた。
また、ダラムサラでは亡命政府樹立直後からいくつかのクラブチームが存在し、定期的にチベット人学校のサッカー大会が行われた他、1981年にはクラブチームの全国大会「ギャリュム・チェモ記念ゴールドカップ」（ギャリュム・チェモはダライ・ラマ14世の実母）が始まった。
1998年にはイタリアのロックグループが「チベット子供村」（TCV、チベット難民子女支援施設）を通じて試合に招待し、イタリア・ボローニャで初めての国際試合を行った。

### 代表チーム結成
こうした流れの中、チベット独自のナショナルチーム結成への気運が高まり、2001年にチベットサッカー協会が設立された。
会長カルマ・ンゴドゥブ（チベット人学校の教師）、代表監督イエンス・エスペンセン（デンマーク人）の体制の元、インド・デラドゥンにて行われたインド・ネパール各地のチベット人難民を対象とした代表選手選考試合を経て、20名の選手によるチベット代表チームが誕生した。

## 国外遠征
国外遠征を行なうにはパスポートが必要であるが、国家を失った彼らにはない。代わりに所持している難民証明書がパスポート代わりであり、インド政府の再入国許可を受けなければならない。なお、再入国許可がなければ、接受国の入国許可も得られない。ただし、全員が再入国の許可を受けられるとは限らない。その場合は、ヨーロッパなど他地域在住のチベット人難民が代表チームに加わる事となる。

### デンマーク遠征
チベット代表は2001年6月30日、デンマークのコペンハーゲンにおいてグリーンランド代表（彼らもグリーンランド自治政府のナショナルチームであり、FIFA非加盟である）との親善試合に招待された。代表選手の数名はインド政府の再入国許可を受けられず、数名のスイス在住の亡命チベット人を代表選手に加えた。
この動きに対して中華人民共和国（中国）政府はデンマーク外務省とスタジアム管理者に対し、経済的報復を示唆しながら試合中止を要求した。この中国の行動はスポーツに対する政治・外交の不当な介入であるとの世論を煽り、衆目を集めた。最終的にデンマーク政府や主催者側は「スポーツ親善の場である」として中国の要求を拒否。この結果、試合は世間の注目を集めることになり、中国の目論見は大きく外れる事となった。
チベット国旗がグリーンランド自治政府旗と共に翻る中、チベット代表対グリーンランド代表の試合は開始された。試合は前半1-1、後半0-3の合計1-4で完敗であったが、チベット代表にとって（公式な国際Aマッチを除いて）国際試合における初ゴールを記録した。

### FIFIワイルドカップ
ドイツのサッカークラブであるFCザンクトパウリが主催する、FIFAワールドカップのパロディ大会「FIFIワイルドカップ」の2006年大会に招待され、ドイツ・ハンブルクでザンクトパウリ、ジブラルタル代表と対戦した。共に無得点の完敗でグループリーグ敗退に終わった。

## ユニフォーム
サッカーチベット代表のユニフォームサプライヤーは、ヒュンメルであった。現在はオランダのメーカーである「コパ」に変更されている。